# NGC 1974
NGC 1974 (ook wel NGC 1991) is een open sterrenhoop in de Grote Magelhaense Wolk in het sterrenbeeld Goudvis. Het hemelobject werd op 6 november 1826 ontdekt door de Schotse astronoom James Dunlop.

## Synoniemen
- NGC 1991
- ESO 85-SC89